# Mine de Ravensthorpe
La mine de Ravensthorpe est une mine à ciel ouvert de nickel et de cobalt située en Australie-Occidentale. Elle a été vendue en 2009 par BHP Billiton à First Quantum Minerals pour 340 millions de $.